# Xique-Xique
Xique-Xique är en kommun i Brasilien.   Den ligger i delstaten Bahia, i den östra delen av landet, 800 km nordost om huvudstaden Brasília. Antalet invånare är 45 562. Arean är 5,5 kvadratkilometer.
Terrängen i Xique-Xique är platt.
Följande samhällen finns i Xique-Xique:
- Xique Xique

Omgivningarna runt Xique-Xique är huvudsakligen savann. Runt Xique-Xique är det ganska glesbefolkat, med 29 invånare per kvadratkilometer.